# Patinho-de-coroa-dourada
O Patinho-de-coroa-dourada (Platyrinchus coronatus) é uma espécie de pássaro da família Tyrannidae. É encontrado na Bolívia, Brasil, Colômbia, Costa Rica, Equador, Guiana Francesa, Guiana, Honduras, Nicarágua, Panamá, Peru, Suriname e Venezuela. Seu habitat natural são florestas subtropicais ou florestas em planícies úmidas.